# Öffentlicher Sünder
Ein öffentlicher Sünder ist ein katholischer Christ, der in einer offenkundigen schweren Sünde hartnäckig verharrt. Der Codex Iuris Canonici sieht in verschiedener Hinsicht Einschränkungen vor, denen ein öffentlicher Sünder unterliegt. So darf er nicht zur heiligen Kommunion zugelassen werden (c. 915), ihm darf die Krankensalbung nicht gespendet werden (c. 1007) und ihm kann eine kirchliche Begräbnisfeier verweigert werden, wenn dadurch ein öffentliches Ärgernis bei den Gläubigen entstehen kann und falls der Sünder nicht vor dem Tod Anzeichen der Reue gegeben hat (c. 1184 § 1 Nr. 3).